# Ennetbürgen
Ennetbürgen este un oraș în Elveția.